# هدية يوسف
هديّة يوسف (الكردية:Hediya Yûsif، الإنجليزية: Hediya Yousef) هي سياسية كردية سورية شغلت منصب الرئيس المشارك للمجلس التنفيذي في الإدارة الذاتية لشمال وشرق سوريا في الفترة من 17 آذار (مارس) 2016 إلى 16 تموز (يوليو) 2018. هي كردية عرقية، وعملت مع زميلها الرئيس المشارك منصور سلوم، وهو من أصل عربي.

## حياتها
في العشرينات من عمرها وقد كان وقتها حرب عصابات سجنت من قبل حكومة الأسد لمدة عامين في دمشق بتهمة الانتماء إلى منظمة سرية تهدف إلى تفتيت سوريا.

## مقاطعة الجزيرة
شغلت في البداية منصب الرئيس المشاركة لمقاطع الجزيرة في شمال شرق الإدارة الذاتية لشمال وشرق سوريا التي تم إنشاؤها حديثًا. شغلت منصب الرئيسة المشاركة مع زميلها الرئيس المشارك حميدي دحام الهادي، وهو زعيم قبلي عربي. يقع مكتبها في المقر السابق لشركة البترول السورية المملوكة للدولة في مدينة رميلان  الغنية بالنفط، المدينة التي أُعلنت فيها الإدارة الذاتية لشمال وشرق سوريا.

### التعاون الكردي العربي
خلال فترة عملها كرئيسة مشاركة، عملت على زيادة التعاون بين الطوائف وخاصة بين الأكراد والعرب. قالت إن الإدارة «شيء يتجاوز الدولة القومية، إنه مكان يتم فيه تمثيل جميع الناس، وجميع الأقليات، وجميع الأجناس بالمساواة». خلال فترة عملها أيضًا، اتبعت سياسة «الحوكمة المشتركة» التي كما أوضحت في مقابلة، تضمن أن «كل منصب في كل مستوى من مستويات الحكومة في الإدارة يتضمن امرأة معادلة في الحكم». في إشارة إلى مبدأ الحكم المشترك لضمان أن تكون سوريا حكومة بحيث تشمل العديد من المجموعات العرقية في البلاد (ومعظمهم من العرب والأكراد)، قال عبد السالم محمد إن «هدية يوسف تمثل الإدارة ومنصور سلوم يمثل شمال سوريا».

## الإدارة الذاتية لشمال وشرق سوريا
في مارس 2016، تم انتخابها رئيسة مشاركة للإدارة الذاتية لشمال وشرق سوريا. . غطت الإدارة حوالي 16 بالمائة من مساحة الأراضي السورية. في مقابلة بعد انتخابها، وصفت مهمة الإدارة بأنها إنشاء «نظام أوسع وأشمل» في المناطق المحررة من تنظيم الدولة الإسلامية في العراق والشام (داعش) «الذي [يمنح] حقوقًا لجميع الجماعات. لتمثيل أنفسهم وتشكيل إداراتهم الخاصة». وأضاف محمد، مدرس وناشط كردي من القامشلي، أن «هذا يقوم على مبدأ نظام الرئاسة المشتركة لدينا والدول المختلفة، والمساواة بين المرأة والرجل».

### «الكونفدرالية الديمقراطية» والانفصالية الكردية
بالإضافة إلى دعمها لسياسة «الحوكمة المشتركة»، تدعم أيضًا سياسة «الكونفدرالية الديمقراطية» التي كتب عنها القائد الفخري للمجتمعات في كردستان عبد الله أوجلان في عام 2005 «لم تكن نظام دولة ولكن أشخاص بلا دولة». تحدثت مؤيدةً للتدخل الغربي في الحرب الأهلية السورية، لكنها تماشياً مع معتقداتها الكونفدرالية الديمقراطية، تعارض التدخل لأغراض إقامة دولة كردية منفصلة عن سوريا. وقالت في تموز/ يوليو 2016: «لن نسمح بتقسيم سوريا. نريد إدخال نظام ديمقراطي إلى سوريا».

## توحيد الإدارة الذاتية لشمال وشرق سوريا
مع اندلاع الحرب الأهلية السورية وظهور الإدارة، أعربت عن رغبتها في أن تكون منبج -مدينة في محافظة حلب ثم احتلتها قوات داعش- جزءًا من المنطقة الفيدرالية الديمقراطية -الإدارى ة-بعد تحريرها". كان هذا جزءًا من حملة أوسع لتوحيد مقاطعات الإدارة في اتحاد متجاور.

### هجمات مبكرة
طوال شهر يونيو 2016، بعد ما يقرب من ثلاثة أشهر من توليها الرئاسة، بدعم من الولايات المتحدة شنت قوات سوريا الديمقراطية حملة لتحرير الأراضي التي لا تزال تحت سيطرة داعش في شمال سوريا وتوحيد المقاطعات. في 10 يونيو، بعد أقل من أسبوع من تحرير ثماني قرى محيطة ومجلس منبج العسكري قطع طريق إمداد داعش بين منبج والعاصمة الفعلية لداعش في الرقة، استولت قوات سوريا الديمقراطية على مدينة أوساجلي، وبعد عشرة أيام، استولت قوات سوريا الديمقراطية على عريمة.

### تحرير منبج
في يوليو/ تموز 2016، أي بعد شهر ونصف تقريبًا من شن هجوم منبج من قبل قوات سوريا الديمقراطية التي استولت خلالها على أوساجلي وأريما ومدن أخرى، تكبد تنظيم الدولة الإسلامية في العراق والشام خسائر فادحة في غرب وشمال مدينة منبج على الرغم من المحاولات المتكررة لكسر حصار قوات سوريا الديمقراطية. مع اقتراب طرد داعش من المدينة، أعلنت هدية يوسف أن منبج وهي مدينة ذات أهمية إستراتيجية، ستنضم قريبًا إلى اتحاد الإدارة عبر استفتاء شعبي. سيكون دمج منبج خطوة مهمة نحو توحيد مقطعات الإدارة غير المتجاورة حاليًا في عفرين وكوباني.[بحاجة لمصدر]
وجهت قوات سوريا الديمقراطية يوم الخميس 21 تموز/ يوليو 2016 لقوات داعش مهلة 48 ساعة لمغادرة منبج رفض تنظيم الدولة الإسلامية الإنذار، واندلعت الاشتباكات يوم الجمعة. بحلول يوم الاثنين 25 تموز/ يوليو، سيطر مجلس منبج العسكري المتحالف مع قوات سوريا الديمقراطية على غالبية المدينة. بحلول 5 أغسطس، استولى مجلس منبج العسكري على ما يقرب من 80 في المائة من المدينة. في 6 آب/ أغسطس، أعلنت قوات سوريا الديمقراطية أنها سيطرت بشكل شبه كامل على المدينة. تم تحرير منبج في 15 أغسطس 2016.

#### هجوم الباب
بعد وقت قصير من تحرير منبج، تم إنشاء «مجلس الباب العسكري» للهجوم المخطط له لتحرير مدينة الباب (حلب) من داعش.